# Ron Suart
Ronald ("Ron") Suart (Barrow-in-Furness, 18 november 1920 – Surrey, 25 maart 2015) was een Engels voetballer en voetbaltrainer. Hij was onder andere trainer van Chelsea FC.

## Spelerscarrière
Suart werd geboren in Barrow-in-Furness en startte zijn voetbalcarrière als verdediger bij Blackpool FC. Met deze club bereikte hij in 1948 de finale van de FA Cup, maar die moest hij wegens een blessure laten schieten. In 1949 verhuisde hij naar Blackburn Rovers FC, waar hij in 1955 zijn spelerscarrière afsloot. Hij ging datzelfde jaar evenwel aan de slag als speler-trainer bij Wigan Athletic FC.

## Trainerscarrière
Suart startte zijn trainerscarrière in 1955 bij Wigan Athletic FC, waar hij speler-trainer werd. Een jaar later werd hij trainer van Scunthorpe United FC, waarmee hij in 1958 de titel pakte in de Football League Third Division North. Nadat hij deze titel behaalde, ging hij aan de slag bij zijn ex-club Blackpool FC. Suart bleef negen jaar trainer van The Seasiders, die tijdens deze hele periode in eerste klasse speelden. Suart werd in januari 1967 ontslagen bij Blackpool, enkele maanden later zakte de club naar tweede klasse.
Suart ging in 1967 aan de slag als assistent-trainer bij Chelsea FC: eerst onder Tommy Docherty, later onder Dave Sexton. Na het vertrek van Sexton in oktober 1974 werd hij hoofdtrainer. Suart kon de degradatie van Chelsea echter niet vermijden, waardoor hij in maart 1975 ontslagen werd.
Suart was nadien nog actief bij Wimbledon FC als scout. Hij overleed op 25 maart 2015 op 94-jarige leeftijd.